# Петров, Владимир Алексеевич (историк)
Влади́мир Алексе́евич Петро́в (14 [26] мая 1893; Санкт-Петербург, Российская империя — 1967, Ленинград, СССР) — советский историк, источниковед, библиотековед и архивист. Доктор исторических наук. Заведующий Рукописным отделом Библиотека Академии наук, заведующий Архивом Ленинградского отделения Института истории АН СССР.

## Биография
В. А. Петров родился 14 (27) мая 1893 года в Санкт-Петербурге в дворянской семье. Отец — Алексей Леонидович Петров (1859—1932) — филолог-славист, профессор славяноведения Историко-филологического отделения Санкт-Петербургских высших женских (Бестужевских) курсов.
В 1911 году В. А. Петров с серебряной медалью окончил 3-ю Санкт-Петербургскую гимназию и в том же году поступил на историко-филологический факультет Санкт-Петербургского университета. Его учителем был приват-доцент А. Е. Пресняков, у которого он занимался в семинаре. В 1916 году В. А. Петров окончил СПбУ с дипломом 1-й степени по специальности «История средневековой Руси» и по представлению А. Е. Преснякова был оставлен для подготовки к профессорской деятельности по кафедре русской истории. В 1920—1921 годах являлся сверхштатным научным сотрудником II разряда по этой кафедре.
В октябре 1920 года В. А. Петров устроился библиотекарем в Петроградское (с 1924 — Ленинградское) отделение Центрархива. В то же время он преподавал в вечернем рабочем политехникуме и в течение 2 лет был научным сотрудником Исторического научно-исследовательского института при Петроградском университете.
В 1929 году, в связи с начавшимися в Ленинграде «чистками» по так называемому «Академическому делу», в составе Академии наук произошли существенные изменения. Секцией научных работников В. А. Петров был включён в число сотрудников Ленинградского отделения Центрархива, которые направлялись для замещения вакансий в Библиотеке Академии наук, оказавшихся пустыми после «чистки» её аппарата. В том же 1929 году он был назначен помощником учёного секретаря Библиотеки. После был переведён на должность старшего библиотекаря Научно-библиографического отдела, а затем на должность заведующего Рукописным отделом БАН.
В апреле 1935 года В. А. Петров административно был выслан в Воронеж, где поступил на работу научным сотрудником в Воронежский областной музей революции, а в июле 1936 года стал старшим научным сотрудником отдела истории Воронежского областного краеведческого музея. В то же время преподавал и читал лекции по истории библиотечного дела на библиотечных курсах при Воронежской областной публичной библиотеке.
В конце 1938 года В. А. Петров вернулся в Ленинград и в декабря вновь устроился в БАН, проработав в ней до 1953 года. Последовательно занимал должности: старшего библиотекаря, главного библиотекаря, заведующего Отделом систематизации и информации.
В декабре 1941 года во время Великой Отечественной войны В. А. Петров был эвакуирован из осаждённого Ленинграда в Свердловск, где был прикомандирован в должности старшего научного сотрудника к Комиссии АН СССР по мобилизации ресурсов Урала, Западной Сибири и Казахстана на нужды обороны. Одновременно он работал и старшим научным сотрудником Военного сектора Уральского филиала Комиссии АН СССР по истории Великой Отечественной войны. Весной 1944 года прибыл в Москву, где был назначен на должность заведующего Отделом иностранного комплектования Сектора сети специальных библиотек БАН СССР. В апреле того же года В. А. Петров защитил в Московском государственном университете им. М. В. Ломоносова диссертацию на соискание учёной степени кандидата исторических наук по теме «Урал в дни Отечественной войны. Опыт работы по составлению хроники Свердловской, Челябинской и Молотовской областей за первый год Отечественной войны».
В июле 1945 года В. А. Петров вернулся в Ленинград, где был назначен заместителем директора по научной работе БАН СССР, а в январе 1948 ему было присвоено учёное звание старшего научного сотрудника по специальности «библиография». В 1947—1950 годах В. А. Петров преподавал в Ленинградском государственном библиотечном институте им. Н. К. Крупской, а в 1950—1953 годах вёл практические занятия со студентами и руководил работой дипломантов этого Института. В 1952—1956 годах читал курс лекций по исторической библиографии и русской палеографии на историческом факультете Ленинградского государственного университета.
В июне 1953 года постановлением Президиума АН СССР В. А. Петров был назначен на должность старшего научного сотрудника Архива Института истории АН СССР в Ленинграде, а после реорганизации последнего в Отдел древних рукописей и актов ИИ АН СССР 1 сентября был переведён в него. В 1958 году был назначен заведующим Архивом Ленинградского отделения Института истории АН СССР. В 1964 году В. А. Петров защитил докторскую диссертацию по теме «Очерки по истории революционного движения в русской армии в 1905 г.».
В феврале 1967 года в связи с выходом на пенсию В. А. Петров был уволен из ЛОИИ АН СССР.
Умер в том же 1967 году.

## Научные направление и деятельность
Изначально в сферу научных интересов В. А. Петрова входили вопросы социальной истории Русского государства XVI—XVII веков. Позже основной его научной деятельностью стало изучение революционного движения в русской армии в 1905—1917 годах. В частности занимался составлением библиографии и хроники периода Первой русской революции 1905—1907 годов.
Будучи во время Великой Отечественной войны в эвакуации в Свердловске В. А. Петров организовывал библиотечное обслуживание для сотрудников Комиссии АН СССР. После переезда в Свердловск членов Президиума АН и сотрудников других (также эвакуированных) академических институтов, по инициативе В. А. Петрова была начата работа по изучению зарубежной литературы, касающейся мобилизации на оборону науки и техники. Материалы печатались в Информационном бюллетене, а по газетным и журнальным публикациям в приложении к нему помещалась хроника работы академий наук СССР и союзных республик. Работа эта также продолжалась и после переезда Комиссии и Президиума АН в Москву. В 1945—1946 годах результаты этих работ были опубликованы в «Вестнике Академии наук СССР» под общей рубрикой, организованной В. А. Петровым, — «Наука за рубежом».
Находясь с 1945 года в должности заместителя директора по научной работе БАН СССР, В. А. Петров принимал участие в различных научно-организационных мероприятиях. Занимался подготовкой научных кадров, организацией научно-исследовательской работы и руководством Отдела рукописной и редкой книги, восстановлением постоянной выставки рукописных книг и организацией экскурсий в этот Отдел рукописной и редкой книги. Также участвовал в возобновлении работы по подготовке к изданию обзоров рукописных фондов, приобретении рукописей у частных лиц и пр.
В конце 1940-х годов, во время подготовки путеводителя по фондам Рукописного отдела БАН, В. А. Петровым был поднят вопрос о необходимости поиска и восстановлении библиотеки Петра I. Он же организовал и возглавил эту работу, которой занялись сотрудники этого отдела — М. Н. Мурзанова и Е. И. Боброва. В поисках сведений о книгах библиотеки Петра I В. А. Петров провёл тщательное исследование изначальных печатных и рукописных каталогов БАН.

## Награды
- Орден «Знак Почёта»
- Медаль «За оборону Ленинграда»
- Медаль «За доблестный труд в Великой Отечественной войне 1941—1945 гг.»

## Основная библиография
Монографии
- Ахун М. И., Петров В. А. Большевики и армия в 1905—1917 гг. Военная организация при Петербургском комитете РСДРП (б) и революционное движение в войсках Петербурга. — Ленингр. обл. Истпарт. — Л.: Изд-во «Красная газета», 1929. — 348 с.
- Ахун М. И., Петров В. А. Царская армия в годы империалистической войны. — М.: Изд-во Всесоюз. о-ва полит. каторжан и ссыльно-поселенцев, 1929. — 124 с. — (Научно-популярная библиотека по истории революционного движения в очерках, воспоминаниях и биографиях; 1929 г. № 13).
- Петербург в 1905—1907 гг.: хроника событий. — Ленингр. обл. Истпарт. — Л.: Изд-во «Красная газета», 1930. — 197 с.
- Ахун М. И., Петров В. А. 1917 год в Петрограде: хроника событий и библиография. — Ленинградский институт истории ВКП(б). — Л.: Ленпартиздат, 1933. — 187 с.
- Петров В. А. Очерки по истории революционного движения в русской армии в 1905 г. — АН СССР. Ленингр. отд-ние Ин-та истории. — М.—Л.: Наука. [Ленингр. отд-ние], 1964. — 427 с.

Публикации источников, редактор, составитель
- Октябрьская революция в Петрограде (библиографический указатель с приложением указателя биографий активных участников Октябрьского переворота) / сост. М. И. Ахун, В. А. Петров. — Отдельное приложение к журналу «Красная летопись». — Л., 1927. — № 2 (23). — 55 с.
- Революция 1905 года и самодержавие: сборник документов / подг. к печ. В. П. Семенников; предисл. А. М. Панкратовой; прим. сост. М. И. Ахун, В. А. Петров. — Центрархив. — М.—Л.: Гос. изд-во, 1928. — 284 с.
- «Казарма», орган военной организации РСДРП(б), 1906—1907 / подг. к печати, прим. М. И. Ахун, В. А. Петров. — Л., 1931. — 213 с.
- 1917 год в Москве (хроника революции) / сост. М. Ахун, В. Петров; под общ. ред. Г. Д. Костомарова, М. Н. Бочачера. — М.: Московский рабочий, 1934. — 240 с.
- Географические справочники XVII в.: «Поверстная книга» и «Описание расстоянию столиц, нарочитых градов славных государств и земель… от града Москвы» / подг. текста, вводная статья // Исторический архив. М.—Л., 1950. Т. 5. С. 74—165.
- Описание Рукописного отделения Библиотеки Академии наук СССР / сост. А. П. Конусов, В. Ф. Покровская; отв. ред. В. А. Петров. — АН СССР; Библиотека, Рукописный отдел. — М.—Л.: Изд-во АН СССР, 1951. — Т. 4, вып. 1 (Повести, романы, сказания, сказки, рассказы). — 599 с.
- Путеводитель по архиву Ленинградского отделения Института истории / сост.: И. В. Валкина, Л. Г. Катушкина, Г. Е. Кочин и др. — Изд-во АН СССР. [Ленингр. отд-ние], 1958. — 603 с. (Руководство описанием русских фондов и лекций, введение, обзор 40 фондов и коллекций, редактирование разделов I, III, V и VI — В. И. Петров)
- Исторические сборники XV—XVII вв. Описание Рукописного отдела Библиотеки Академии наук СССР / сост. А. И. Копанев, М. В. Кукушкина, В. Ф. Покровская; ред. В. А. Петров. — М.—Л.: Наука, 1965. — Т. 3, вып. 2. — 361 с.

Статьи
- Монастырская голышня. (Приют для детей в Кирилло-Белозерском монастыре в XVII в.) // Дела и дни. 1922. Кн. 3. С. 143—147.
- Соборное уложение 1584 г. об отмене тарханов // Сборник статей по русской истории, посвящённый С. Ф. Платонову. Пб., 1922. С. 191—201.
- Тайное общество, открытое в Астрахани в 1822 г. // Тайные общества в России в начале XIX столетия: Сборник материалов, статей и воспоминаний. М., 1926. С. 9—31.
- Восстание инженерных войск в Киеве (из истории революционного движения в армии в 1905 г.) // Красная летопись. 1925. № 3 (14). С. 126—148. (Совм. с М. И. Ахуном)
- Войска в «Красноярской республике» 1905 г. // Труд в России. Исторический сборник. Л., 1925. № 2—3. С. 120—134. (Совм. с М. И. Ахуном)
- Революционная работа в войсках петербургского гарнизона в 1905—1906 гг. // Красная летопись. 1925. № 4 (15). С. 42—99. (Совм. М. И. Ахуном)
- Военная организация при Петербургском комитете РСДРП в 1907 г. // Красная летопись. 1926. № 3 (18). С. 143—171. (Совм. с М. И. Ахуном)
- Военная организация при Петербургском комитете РСДРП в 1907—1908 гг. // Красная летопись. 1926. № 4 (19). С. 124—137. (Совм. с М. И. Ахуном)
- Революционная работа в войсках, квартировавшихся в Финляндии в 1905—1907 гг. // Красная летопись, 1926, № 5 (20). С. 138—149. (Совм. с М. И. Ахуном)
- Петроградский гарнизон и Северный фронт в годы империалистической войны (из истории революционного движения в армии) // Красная летопись. 1927. № 3 (24). С. 154—190. (Совм. с М. И. Ахуном)
- Источники историко-революционной библиографии. (Обзор новейших местных библиографических работ) // Красная летопись. 1929. № 3 (30). С. 295—301.
- Социал-демократия Латышского края в 1914—1916 гг. (к истории партийной работы). (Совм. с М. И. Ахуном) // Красная летопись. 1930. № 1 (34). С. 190—202.
- Новые книги по истории интервенции 1917—1920 гг. // Красная летопись. 1932. № 1—2 (46—47). С. 253—266.
- Скорбные дни (хроника ленинских дней 1924 года в Петрограде) // Красная летопись. 1934. № 1 (50). С. 104—118. (Совм. с М. И. Ахуном)
- Ленин и Ленинградская организация большевиков в мемуарной литературе // Красная летопись. 1934. № 1 (50). С. 144—153. (Совм. с М. И. Ахуном)
- Революционный Петербург в годы империалистической войны (хроника событий) // Красная летопись. 1934. № 3 (60). С. 131—143; № 4 (61). С. 112—123. (Совм. с М. И. Ахуном)
- Даты жизни и деятельности С. М. Кирова. 1926—1934 гг. (хронологическая канва) // Красная летопись. 1934. № 6 (63). С. 171—200. (Совм. с М. И. Ахуном)
- Наука в Англии и война // Вестник АН СССР. 1942. № 9—10. С. 48—66.
- Борис Дмитриевич Греков (1882—1953) // Материалы к библиографии учёных СССР. Серия истории. М.—Л.: 2-я тип. Изд-ва АН СССР, 1947. Вып. 2. С. 11—29.
- Революционная пропаганда и царской армии накануне революции 1905 года (до русско-японской войны) // Вопросы истории. 1949. № 6. С. 29—48.
- Царская армия в борьбе с массовым революционным движением в начале XX в. // Исторические записки. 1950. Т. 34. С. 321—332.
- Обзор собрания Воронцовых, хранящегося в Архиве Ленинградского отделения Института истории АН СССР // Проблемы источниковедения. М.; Л., 1956. Т. 5. С. 102—145.
- История рукописных фондов Библиотеки Академии наук с 1730 г. до конца XVIII в. // Исторический очерк и обзор фондов Рукописного отдела Библиотеки Академии наук. Вып. 1: XVIII век. М.; Л., 1956. С. 171—264.
- Опись рукописей, полученных от В. Н. Татищева // Исторический очерк и обзор фондов Рукописного отдела Библиотеки Академии наук. Вып. 1: XVIII век. М.—Л., 1956. С. 434—441.
- Опись рукописей, списанных при Академии наук // Исторический очерк и обзор фондов Рукописного отдела Библиотеки Академии наук. Вып. 1: XVIII век. М.—Л., 1956. С. 442—448.
- Опись рукописей, купленных Академией наук // Исторический очерк и обзор фондов Рукописного отдела Библиотеки Академии наук. Вып. 1: XVIII век. М.—Л., 1956. С. 449—458.
- Большевистская газета «Солдат». Август-октябрь 1917 г. (Обзор) // Октябрьское вооружённое восстание в Петрограде. М.—Л., 1957. С. 214—258.
- Исторический очерк Рукописного отделения Библиотеки Академии наук // Исторический очерк и обзор фондов Рукописного отделения Библиотеки Академии наук. М.—Л., 1958. Вып. 2. С. 5—76. (Совм. с А. И. Копаневым)
- К семидесятилетию со дня рождения С. Н. Валка // Из истории империализма в России. Труды ЛОИИ. М.—Л., 1959. Вып. 1. С. 445—453. (совм. с С. С. Волком, Ш. М. Левиным).
- Слуги и деловые люди монастырских вотчин XVI в. // Вопросы экономики и классовых отношений в Русском государстве XII—XVII веков. Труды ЛОИИ. М.—Л., 1960. Вып. 2. С. 129—171.
- Большевистские листовки к солдатам в 1905 году // Вопросы историографии и источниковедения истории СССР. Труды ЛОИИ. М.—Л., 1963. Вып. 5. С. 222—297.